# Верхньосуєрська сільська рада
Верхньосує́рська сільська рада (рос. Верхнесуерский сельский совет) — сільське поселення у складі Варгашинського району Курганської області Росії.
Адміністративний центр — село Верхньосуєрське.

## Історія
4 березня 2020 року були ліквідовані Ошурковська сільська рада, Просіковська сільська рада та Терпуговська сільська рада, їхні території увійшли до складу Верхньосуєрської сільської ради.

## Населення
Населення сільського поселення становить 1937 осіб (2017; 2199 у 2010, 2616 у 2002).

## Склад
До складу сільського поселення входять:
| Населений пункт          | Населення, осіб (2002) | Населення, осіб (2010) |
| ------------------------ | ---------------------- | ---------------------- |
| Білово, присілок         | 249                    | 196                    |
| Бородіно, присілок       | 20                     | 8                      |
| Велике Просіково, село   | 508                    | 440                    |
| Велике Шмаково, присілок | 45                     | 3                      |
| Верхньосуєрське, село    | 716                    | 632                    |
| Крутихінське, присілок   | 124                    | 95                     |
| Мале Шмаково, присілок   | 48                     | 39                     |
| Ошурково, село           | 344                    | 307                    |
| Середкино, присілок      | 97                     | 56                     |
| Сосновка, присілок       | 88                     | 76                     |
| Терпугово, село          | 377                    | 320                    |